# Tursiops australis
Tursiops australis — вид дельфинов, один из трёх видов рода Афалин (Tursiops) наряду с индийской афалиной (Tursiops aduncus) и большой афалиной (Tursiops truncatus). Видовое название от лат. Australis — «южный».

## Таксономия
Ранее это млекопитающее считалось подвидом одного из двух признанных видов афалин. Некоторые различия были отмечены, но долгое время не было достаточно доказательств, чтобы классифицировать его как отдельный вид. Изучение черепов, внешних характеристик и митохондриальной ДНК как старых, так и новых образцов показали уникальные характеристики, что позволило признать Tursiops australis отдельным видом.

## Описание
Окрас тёмно-голубовато-серый рядом со спинным плавником, бока светло-серые, брюхо почти белое. Она мельче большой афалины, но крупнее индийской афалины — примерно 2,27—2,78 метров в длину. Рыло короткое (от 9,4 до 12 см), серповидный спинной плавник похож на плавник большой афалины. Голова уже, чем у большой афалины, но шире и короче, чем у индийской афалины. Длина головы от 47 до 51,3 см. Зубы длинные и конические, их обычно 94, 46 на нижней и 48 на верхней челюсти.

## Распространение
Tursiops australis — эндемик прибрежных вод юго-восточной Австралии, штатов Виктория, Тасмания и юга Нового Южного Уэльса.